# Faraj Bayrakdar
Faraj Bayrakdar (Tir Maaleh, cerca de Homs, Siria, 1951) es un poeta y escritor sueco-sirio. Fue preso político en su país natal durante casi 14 años. Tras una campaña internacional en favor de su liberación y una amnistía presidencial en 2000, se exilió en Suecia en 2005. Es conocido principalmente por su colección de poesía A Dove in Free Flight (Una paloma en vuelo libre), que se publicó sin su conocimiento mientras aún se encontraba en una prisión siria. Estos poemas se publicaron primero en árabe y luego se tradujeron al francés y al inglés. Su obra, que forma parte de la literatura carcelaria siria contemporánea, no ha sido traducida al español.

## Biografía
Bayrakdar comenzó a escribir poesía durante sus años escolares y durante su tiempo de estudios en la Universidad de Damasco, donde estudiaba literatura árabe, fundó junto a un grupo de amigos una revista literaria que se publicó por un breve periodo de tiempo. Fue arrestado dos veces a causa de la revista, siendo liberado a poco tiempo. Hizo su debut como poeta con el libro de poesía escrito en 1979 wa-mā anta waḥdaka (No estás solo). Desde entonces, se han publicado nueve colecciones de su poesía árabe.

### Prisión
A principios de la década de 1980, Bayrakdar comenzó a militar en el Partido Comunista Sirio y el 31 de marzo de 1987 fue arrestado bajo sospecha de ser miembro del prohibido Partido Comunista Laborista. Estuvo encarcelado sin juicio durante casi siete años, siendo torturado por la policía de seguridad y sin recibir atención médica alguna. No fue hasta 1993 cuando fue acusado de pertenecer a una "sociedad política ilegal", siendo condenado el 17 de octubre de 1993 a 15 años de prisión. Su esposa también fue encarcelada por ser miembro del Partido Comunista durante cuatro años.
Durante sus años de cautiverio, Bayrakdar pasó por tres prisiones diferentes. A pesar de todo, fue capaz de escribir poemas en secreto en papel de cigarrillo. Los poemas salieron secretamente de la prisión y fueron publicados colectivamente en Beirut por el New York Translation Collective sin que el autor fuera consciente de ello. Se publicaron por primera vez en árabe en 2002 y luego se tradujeron al inglés con el título de A Dove in Free Flight (Una paloma en vuelo libre). El escritor libanés Elias Khoury escribió un ensayo introductorio, señalando que esta colección era "uno de los instrumentos de presión sobre las autoridades sirias para movilizar a la opinión intelectual internacional, particularmente en Francia, con el fin de liberar al poeta". El tema principal de los poemas era su miedo al abandono y al olvido, lo que atrajo atención mundial sobre él: en 1998 fue uno de los presos políticos galardonados con el Premio Hellman-Hammett de la ONG Human Rights Watch, y en 1999 recibió el Premio de PEN Club Internacional Libertad para Escribir.

### Liberación
Tras una campaña internacional en favor de su liberación, salió en libertad el 16 de noviembre de 2000 en virtud de una amnistía declarada por el presidente sirio Bashar al-Assad. Para entonces, Bayrakdar había cumplido cerca de 14 de los 15 años a los que fue condenado. El 28 de noviembre de 2000 publicó un texto en el que agradecía a quienes lo habían apoyado y anunciaba sus planes para el futuro: “Después de escribir tanto a la muerte, quisiera ahora escribir a su hermana, la vida”.

### La vida en Suecia
Desde 2005, Bayrakdar vive en Suecia, donde fue acogido por el programa Ciudad Refugio de Estocolmo.

## Recepción
A Dove in Free Flight (Una paloma en vuelo libre), publicada en inglés diecinueve años después, fue traducida por primera vez al francés en 2012 por el poeta marroquí Abdellatif Laabi, también ex prisionero político en su país natal. Su colección Espejos de ausencia fue traducida y publicada en italiano, alemán, sueco y esloveno. No hay traducción al español de ninguna de sus obras.
Inspirado por el Viaje de invierno de Schubert, el compositor sueco Svante Henryson puso música a varios de los poemas de Bayrakdar. Esta obra se representó en teatros de Suecia en otoño de 2017.

## Premios
- 1998 – Premio Hellman-Hammett
- 1999 – Premio Libertad para Escribir
- 2004 – Premio Oxfam Novib/PEN
- 2007 – Premio Tucholsky

## Colecciones de poesía
- Espejos de ausencia. (2015) Traducido por John Asfour, Toronto: Guernica, ISBN 9781550719727.